# 亨氏短額鮃
亨氏短額鮃為輻鰭魚綱鰈形目鰈亞目鮃科的其中一種，為熱帶海水魚，分布於西印度洋Saya de Malha Bank海域，棲息深度187-254公尺，體長可達11.7公分，棲息在底層水域，生活習性不明。

## 扩展阅读
維基物種上的相關：亨氏短額鮃